# Teoria del dòmino
La teoria del dòmino és el nom que rep la política exterior dels Estats Units dels anys 50 als 80 i estava basada en la suposició que si un país queia sota la influència del comunisme, els seus veïns el seguirien, amb la qual cosa els americans perdrien influència en la Guerra Freda.

Il·lustració de la teoria del dòmino a Asia

La teoria justificava la intervenció en estats allunyats aparentment dels interessos estatunidencs per tal de mantenir l'hegemonia mundial. Noam Chomsky afirma que aquestes intervencions eren en indrets on es duien a terme millores al benestar dels ciutadans que podien servir de "mal exemple" per a altres països sotmesos als interessos capitalistes. El concepte va ser recuperat per George Walker Bush per justificar Invasió de l'Iraq de 2003.